# Oliver Brewster House

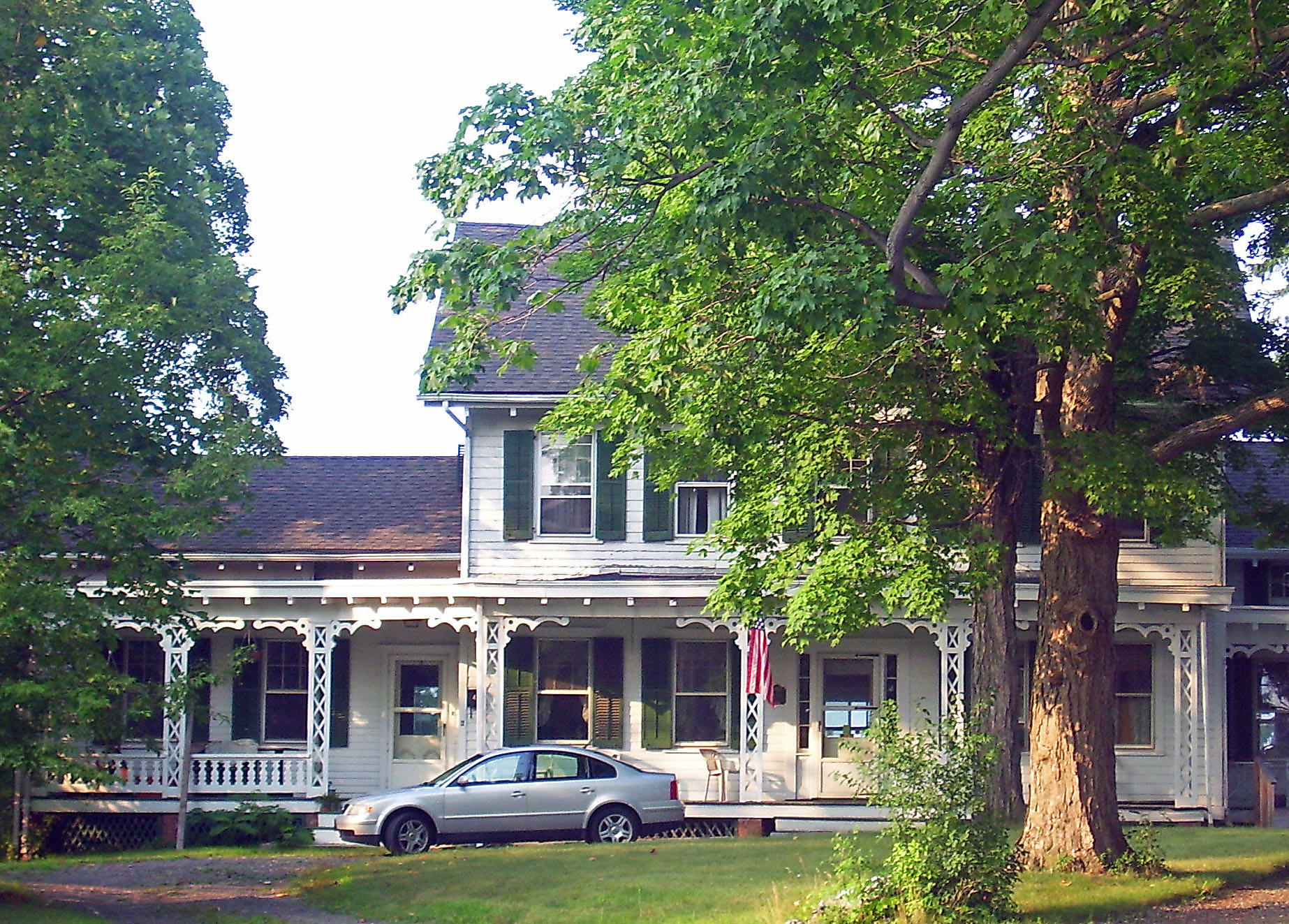
Haupttrakt und Südostflügel im Jahr 2007

Das Oliver Brewster House ist ein neugotisches Haus an der Willow Avenue in Cornwall, New York in den Vereinigten Staaten, direkt gegenüber der Willow Avenue Elementary School. Es entstand Mitte des 19. Jahrhunderts eigentlich als Bauernhaus und wurde später, als sich Cornwall zu einem beliebten Ziel für Sommerurlauber aus New York City entwickelte, erweitert und zur Benutzung als Pension umgebaut.
Es ist aus dieser Zeit fast völlig intakt geblieben, im Gegensatz zu den meisten anderen Farmhäusern in dem Gebiet. Außerdem sind einige Nebengebäude mit Farmbezug erhalten. Das Haus wurde 1996 dem National Register of Historic Places hinzugefügt.

## Beschreibung
Das Haus steht auf einem rund 1,6 Hektar großen Grundstück mit Bäumen und Büschen, auf dem sich insgesamt sieben Bauwerke und Gebäude befinden, sechs davon gelten als beitragend.
Beim Hauptgebäude handelt es sich um ein zweistöckiges Haus mit fünf Jochen, das mit schmalen Brettern verschindelt ist. Das Haus hat zwei einstöckige Seitenflügel, die drei Joche im Nordwesten und zwei im Südosten aus dem Hauptblock hervorragen. In der nordwestlichen Ecke des Satteldaches sitzt ein aus Backsteinen gemauerter Kamin. Das Dach selbst hat eine heruntergezogene Dachtraufe, die Sparren sind freiliegend. Unter der Dachtraufe befindet sich ein geformtes Gesims. Das Kellergeschoss ist aus Stein gemauert.
Eine hölzerne Veranda mit Flachdach verläuft über die gesamte Länge im Erdgeschoss an der Südwestseite über den Haupttrakt und die beiden Seitenflügel. Eine ähnliche Veranda auf der Rückseite (nach Nordosten) ist verglast.
Der zentral angeordnete Haupteingang besteht aus einer panellierten Holztüre, die in einem zurückgesetzten Hausgang eingesetzt ist. Der Türrahmen und die seitlichen Fensterrahmen sind in Holz ausgeführt. Der Eingang gibt den Weg frei zur Haupthalle mit den seitlich liegenden großen Räumen. Ein großer Teil der Innenausstattung ist original, wie etwa der Fußboden, die Deckenverkleidungen, die offenen Feuerstellen  mit den Kamineinfassungen aus Marmor, die Schiebetüren zwischen den Salonräumen und das Treppenhaus mit dem Spindelpfosten und der Balustrade.
Südöstlich des Hauses befindet sich das erste der beitragenden Elemente, ein Brunnenhaus mit Walmdach. Dahinter befindet sich ein zweistöckiger als Remise dienender Schuppen mit Satteldach und in Nut- und Federtechnik ausgeführter Fassade sowie ein kleines Plumpsklo, das ebenfalls ein Satteldach hat.
Der Hauptschuppen hat am Endgiebel ein Schopfwalmdach. In drei der vier Joche sind moderne Garagentore eingebaut; im vierten Joch befindet sich eine hölzerne Doppeltüre mit einer kleinen Tür zum Speicher darüber. Ein in der Nähe stehender Schuppen ist mit vertikalen Dielen verkleidet und hat ebenfalls ein Satteldach. Auf dem Gelände steht schließlich noch eine moderne Garage, die als einziges Bauwerk auf dem Gelände nicht als beitragend gilt.

## Geschichte
Brewster erbaute das ursprüngliche Haus, aus Haupttrakt und südöstlichem Seitenflügel bestehend, um 1850 auf einem Grundstück, dass damals der Familie De Crissey gehörte, in die er eingeheiratet hatte. Er und seine Frau begannen mit dem Anbau von Früchten, hauptsächlich von Erdbeeren, Himbeeren und weiteren kleinen Beerensorten. Die beiden waren die ersten Farmer im Hudson Valley, die hier die Niagara-Reben kultivierten.
Schon wenig später wurden New Yorker, die auf dem Land den Sommer verbrachten, zu einem wichtigen Wirtschaftsfaktor in Cornwall. Wie andere ortsansässige Farmer, wie etwa Wilford Wood und Samuel Brooks, erweiterte Brewster das Haus, um Sommergäste aufnehmen zu können. Zu diesem Zweck wurde 1860 der Nordwestflügel angebaut.
Im 20. Jahrhundert wurde die Farm schließlich verkauft und die Fläche aufgeteilt, sodass die Wohngebiete entstanden, die das Grundstück heute umgeben. Außer der hinzugefügten Garage blieben die 1,6 Hektar jedoch ohne weitere Veränderungen. Bis heute ist das Anwesen im Privatbesitz.